# Muang Viangthong (distrikt i Hua Phan)
Muang Viangthong är ett distrikt i Laos.   Det ligger i provinsen Hua Phan, i den nordvästra delen av landet, 280 km norr om huvudstaden Vientiane.